# 黑森-菲利普斯塔爾-巴希費爾德的威廉 (1831-1890)

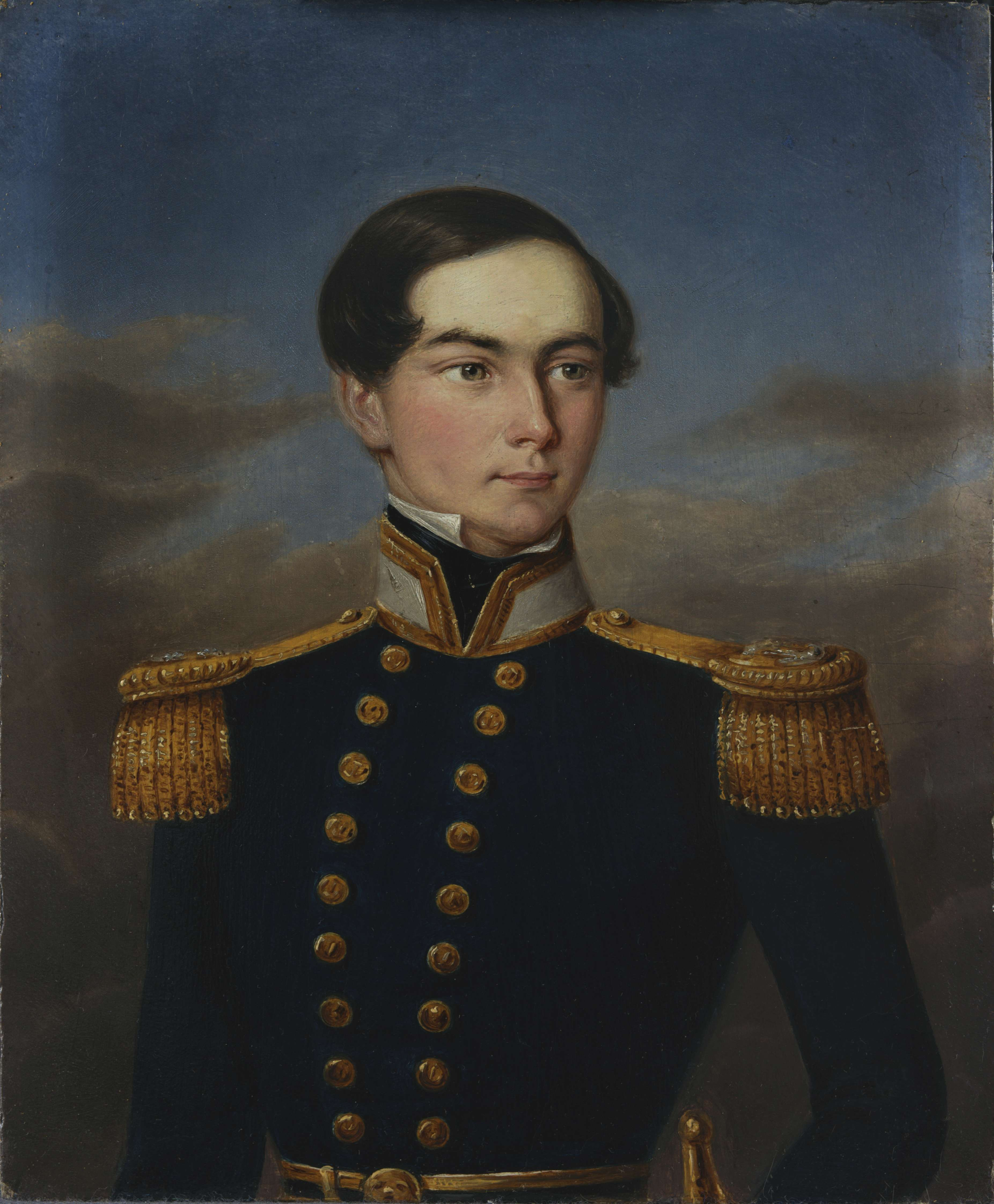
黑森-菲利普斯塔尔-巴希费尔德的威廉王子

威廉·腓特烈·恩斯特·冯·黑森-菲利普斯塔尔-巴希费尔德（Wilhelm Friedrich Ernst von Hesse-Philippsthal-Barchfeld，1831年10月3日—1890年1月17日），出生于施泰因富特。黑森-菲利普斯塔尔-巴希费尔德王子，是黑森-菲利普斯塔尔-巴希费尔德伯爵卡尔与第二任妻子特海姆-施泰因富特的索菲的幼子，亚历克西斯亲王的弟弟和继承人。普鲁士海军上将。

## 婚姻與子女
威廉王子结过四次婚，有十个子女：
1857年12月27日，威廉王子在卡塞尔与哈瑙-霍洛维茨公主玛丽亚结婚，玛丽亚公主是黑森选帝侯弗里德里希·威廉的三女儿。弗里德里希·威廉选帝侯的妻子是平民，所以这次婚姻被视为贵贱通婚。黑森大公國拒絕承認他們的後代為合法的黑森王子。威廉與玛丽亚育有二子三女。1872年二人离婚，玛丽亚失去黑森女親王的頭銜。4年後的1876年7月28日，她被封为阿尔德克女亲王（Pss von Ardeck），其子女也拥有阿尔德克亲王或女亲王的头衔。
- 弗里德里希·威廉（Friedrich Wilhelm，1858年11月2日-1902年4月1日），阿尔德克亲王；
- 卡尔·威廉（Carl Wilhelm，1861年5月18日-1938年10月18日），阿尔德克亲王；
- 索菲·奥古斯塔·伊丽莎白（Sophie Auguste Elisabeth，1864年6月8日-1919年3月4日），阿尔德克女亲王；
- 爱丽丝（Alice，1867年10月7日-1868年11月23日），阿尔德克女亲王；
- 卡洛琳·路易丝（Karoline Luise，1868年12月12日-1959年11月21日），阿尔德克女亲王。

1873年8月16日，威廉王子在施泰因富特与表侄女特海姆-施泰因富特的朱莉安尼公主结婚，有三子一女：
- 贝莎·路易丝（Bertha Luise，1874年10月25日-1919年2月19日）；
- 克洛维·亚历克西斯·恩斯特（Chlodwig Alexis Ernest，1876年7月30日-1954年11月17日）；
- 爱德华·恩斯特·亚历克西斯·赫尔曼·菲利普（Eduard Ernst Alexis Hermann Philipp，1878年4月21日-1879年1月5日），与朱利安是双胞胎；
- 朱利安·卡尔·格奥尔格·威廉（Julian Karl Georg Wilhelm，1878年4月21日-1878年9月1日）与爱德华是双胞胎；

1878年朱莉安尼王妃去世。
1879年8月23日，威廉与朱莉安尼的姐姐阿德莱德结婚，此次婚姻只维持5个月，阿德莱德与1880年去世。
1884年1月6日，威廉与石勒苏益格-荷尔斯泰因-索恩德堡-格吕克斯堡公爵腓特烈的长女奥古斯塔公主结婚，有一子：
- 克里斯蒂安·路易斯·弗里德里希·阿道夫·亚历克西斯·威廉·斐迪南（Christian Louis Frederick Adolph Alexis William Ferdinand，1887年6月16日-1971年10月19日）。

1890年，威廉王子在罗滕堡河畔富尔达去世，享年59岁。他的儿子克洛维成为哥哥亚历克西斯亲王的继承人。并在哥哥死后成为黑森-菲利普斯塔尔-巴希费尔德系首领。